# Ergolding
Ergolding là một đô thị thuộc huyện Landshut, bang Bayern, Đức. Đô thị Ergolding có diện tích 37,16 km², dân số thời điểm ngày 31 tháng 12 năm 2006 là 11.554 người. Ergolding nằm ở tả ngạn sông Isar, 5 km về phía đông bắc Landshut.